# Charles Smith (Perkussionist)
Charles J. Smith (* 30. Juni 1919 in Newark/New Jersey; † 29. Juni 2008 in Laconia/New Hampshire) war ein US-amerikanischer Schlagwerker.
Smith war Absolvent der Juilliard School und begann seine musikalische Laufbahn am Broadway. Er gehörte dem Ensemble der Uraufführung von Gershwins Porgy and Bess an und wirkte an mehr als 600 Aufführungen der Oper mit. 1943 engagierte ihn Sergei Kussewizki, der Musikdirektor des Boston Symphony Orchestra. Dem Orchester gehörte Smith mehr als 50 Jahre an. Daneben trat er auch mit anderen Orchestern auf. Bekannt wurden seine Auftritte als Solist in Leroy Andersons The Typewriter mit dem Boston Pops Orchestra. Bis zu seinem 70. Lebensjahr unterrichtete er auch Schlagwerk an der Boston University.